# Ронен Хар-Цві
Ронен Хар-Цві (нар. 13 жовтня 1976) – ізраїльський шахіст і шаховий тренер (Тренер ФІДЕ від 2013 року), гросмейстер від 1995 року.

## Шахова кар'єра
На початку 1990-х років належав до когорти провідних ізраїльських юніорів. Тричі (1990, 1991, 1992) представляв свою країну на чемпіонаті світу серед юніорів, найбільшого успіху досягнувши 1992 року в Дуйсбурзі, де виграв золоту медаль у категорії до 16 років. Невдовзі досягнув кількох успіхів на міжнародних турнірах, завдяки яким ФІДЕ присудила йому звання гросмейстера: в 1994 році поділив 4-те місце (позаду Джонатана Спілмена, Вадима Звягінцева і Золтана Ріблі, разом з Рустемом Даутовим і Клаусом Бішоффом) на сильному турнірі за запрошенням в Альтенштайгу, а в 1995 році двічі поділив 2-ге місце в Тель-Авіві (позаду Еміля Сутовського, разом з Гадом Рехлісом), а також у Рішон-ле-Ціоні (позаду Леоніда Шмутера, разом з Борисом Альтерманом). Починаючи від 2000 року в турнірах під егідою ФІДЕ бере участь дуже рідко.
Найвищий рейтинг Ело в кар'єрі мав станом на 1 липня 2001 року, досягнувши 2515 очок займав тоді 17-те місце серед ізраїльських шахістів.

## Зміни рейтингу
| На цьому місці має відображатися графік чи діаграма, однак з технічних причин його відображення наразі вимкнено. Будь ласка, не видаляйте код, який викликає це повідомлення. Розробники вже працюють для того, щоби відновити штатне функціонування цього графіка або діаграми. | |
| | На цьому місці має відображатися графік чи діаграма, однак з технічних причин його відображення наразі вимкнено. Будь ласка, не видаляйте код, який викликає це повідомлення. Розробники вже працюють для того, щоби відновити штатне функціонування цього графіка або діаграми. |